# Armamento combinado

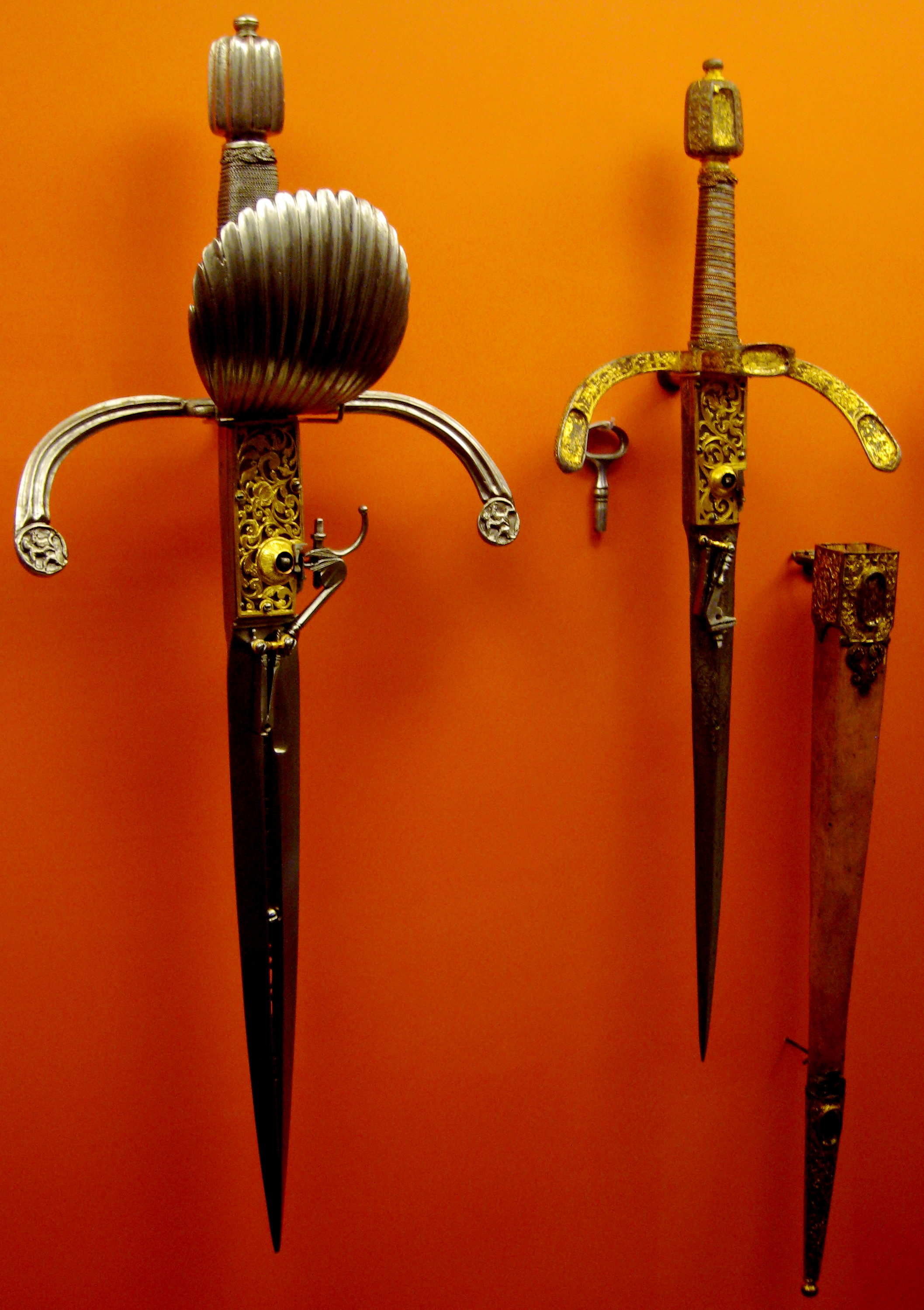

El armamento combinado es la mezcla de diferentes tipos de armas en una, habitualmente mezclando una espada o cuchillo con cañones durante los siglos XVI, XVII y XVIII.

## Historia
Durante el siglo XVI fueron creados en Alemania e Italia modelos llenos de decoraciones y hechos con materiales costosos y usadas principalmente por la nobleza como símbolo de estatus y para defensa personal para después expandirse en otros países, entre ellos India donde se encuentran ejemplos más útiles para uso en combate.

## Tipos
De origen alemán durante la década de 1610 se pueden encontrar hachas con llaves de mecha y rueda la cual carecía de filo en la parte frontal del hacha por incluir 5 cañones, en Dinamarca de la década de 1720 había hachas con carabinas, alabarda con pistola de dos cañones de origen alemana usada durante la década de 1590 y en la India llegaron a existir katares con cañones a los lados junto con hacha/daga con llave de mecha en la década de 1820.

## Uso Militar

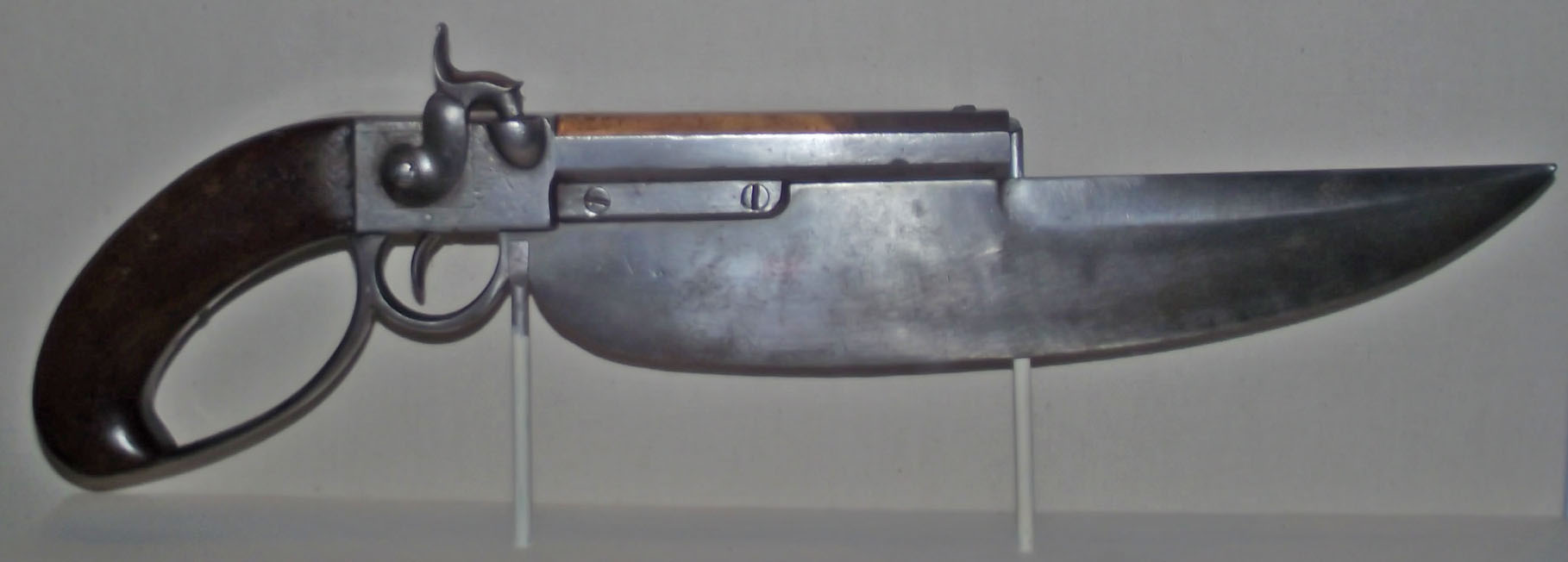

- La caballería polaca durante los siglos XVI a XVIII usó un hacha de llave de chispa, también usada por la armada Sueca.[2]

- Los guardaespaldas de Enrique VIII usaban un escudo que incluía una pistola.

- Enrique VIII usaba un bastón que tenía 3 cañones el cual se encuentra en exhibición en la Torre de Londres.[3]

- La armada de Estados Unidos creó solo 150 pistolas machete de Elgin: solo tenían capacidad para un disparo y pocas de ellas fueron usadas durante la guerra civil de Estados Unidos.[2]